# Jess-Belle
"Jess-Belle" is een aflevering van de Amerikaanse televisieserie The Twilight Zone. Het scenario werd geschreven door Earl Hamner, Jr..

## Plot

### Opening
The Twilight Zone has existed in many lands, in many times. It has its roots in history, in something that happened long, long ago and got told about and handed down from one generation of folk to the other. In the telling the story gets added to and embroidered on, so that what might have happened in the time of the Druids is told as if it took place yesterday in the Blue Ridge Mountains. Such stories are best told by an elderly grandfather on a cold winter's night by the fireside - in the southern hills of the Twilight Zone.
— Rod Serling

### Verhaal
Een vrouw genaamd Jess-Belle is verliefd op Billy-Ben Turner, maar hij is reeds verloofd met Ellwyn Glover en zal spoedig met haar trouwen. Jess-Belle roept daarom de hulp in van een heks, die met een spreuk Billy-Ben Ellwyn laat vergeten en hem verliefd laat worden op Jess-Belle.
De spreuk heeft echter een prijs: vanaf nu verandert Jess-Belle elke nacht in een jachtluipaard. Ook blijkt ze steeds kouder en hartelozer te worden. Ze bezoekt de heks die haar vertelt dat Jess-Belle’s ziel is vergiftigd door wat ze heeft gedaan. Daardoor is ze nu zelf ook een heks geworden.
Geschokt over dit feit en beseffend dat haar menselijkheid snel verdwijnt, besluit Jess-Belle weg te lopen van Billy-Ben. Maar omdat Billy-Ben nog steeds van haar houdt is ze niet in staat de daad bij het woord te voegen. Ze blijft bij Billy-Ben en de twee plannen hun huwelijk. Die nacht wordt Jess-Belle in haar luipaardvorm gezien door jagers, die haar neerschieten. Haar lichaam verdwijnt vervolgens in een rookwolk.
Een jaar later is Billy-Ben genezen van de spreuk en wil wederom met Ellwyn trouwen. Dan duikt onverwacht Jess-Belle weer op. De heks vertelt Billy-Ben dat hij Jess-Belle voorgoed kan verslaan door een van haar jurken te doorboren met een zilveren voorwerp. Hij doorsteekt de jurk met Jess-Belle’s eigen zilveren haarpin en ze verdwijnt voorgoed.

### Slot
Dit was de enige aflevering zonder slotdialoog van Rod Serling. In plaats daarvan eindigt de aflevering met het volksgezang dat ook aan het begin van de aflevering te horen was.

## Rolverdeling
- Anne Francis: Jess-Belle
- James Best: Billy-Ben Turner
- Laura Devon: Ellwyn Glover
- Jeanette Nolan: Granny Hart
- Virginia Gregg: Ossie
- Jon Lormer: Minister
- George Mitchell: Luther Glover
- Helen Kleeb: Mattie Glover
- Jim Boles: Obed Miller

## Trivia
- Elke acte van deze aflevering wordt geopend met een vers uit een lied waarin de gebeurtenissen van de aflevering worden beschreven.
- Deze aflevering staat op volume 30 van de dvd-reeks.